# Severin Lieblein
Severin Lieblein (Johan Nikolai Severin Lieblein, * 17. Mai 1866 in Kristiania (Oslo); † 23. Juni 1933 in Eidsvoll) war ein norwegischer Schriftsteller.

## Leben
Lieblein wurde als Sohn des Ägyptologen Jens Lieblein und seiner ersten Ehefrau Johanne Alette Danielsen geboren. Am 18. Januar 1900 heiratete er in Kristiana die Kaufmannstochter Ragnhild Soegaard.
Lieblein studierte ab 1885 Philosophie, begleitete aber dann seinen Vater auf einer einjährigen Forschungsreise nach Ägypten, Griechenland, Italien, in die Schweiz und nach Frankreich. Nach seiner Rückkehr nach Hause studierte er einige Jahre Medizin und Orientwissenschaften. Bald gab er die Medizin ganz auf und brach auf nach Afrika, um Länder und Völker zu studieren. Über Oran ging er nach Marokko, wo er ca. 5 Jahre lebte und von wo er als Korrespondent u. a. für das "Morgenbladet" berichtete.

## Literarisches Schaffen
1901 debütierte er schriftstellerisch mit einer Sammlung von Reiseberichten, die unter dem Titel Fra fremmed Land (Aus fremden Ländern) erschienen. Im Jahr darauf veröffentlichte er seine romanhafte Aufarbeitung von Kindheitserlebnissen unter dem Titel Bedre Mands Barn (Kind eines besseren Mannes). 1915 folgte eine Reminiszenz an seine Jugendjahre unter dem Titel Det unge blod (Das junge Blut).
1910 erschien sein zeitgenössischer Roman Den sidste av sin slaegt (Der Letzte aus seinem Geschlecht).
In den meisten anderen Werken wie Kismet (1909), Blaamaend (1912), Abdallahs Gurbi (1916), I Baldakinens Skygge (1917) oder Skrinet med det rare i (1919) verarbeitete er Eindrücke und Erlebnisse aus seinen Jahren im Orient, besonders in Algerien und Marokko.

## Werke und deutsche Übersetzungen
- Fra fremmed Land (1901)
- Kismet (1909)
  - Kismet: Roman aus Marokko. Autorisierte Übersetzung aus dem Norwegischen von Gertrud Bauer. Stuttgart: Engelhorn, 1911 (Engelhorns allgemeine Romanbibliothek Jg. 28, Band 4)
- Den sidste av sin slaegt (1910)
  - Der Letzte seines Geschlechts: Die Geschichte einer Jugend. Einzig autorisierte Übersetzung von Pauline Klaiber. Leipzig: Georg Merseburger 1913
- Blaamænd (1912)
  - Die Marokkaner. Erzählung. Autorisierte Übersetzung aus dem Norwegischen von Pauline Klaiber. Stuttgart: Engelhorn, 1916 (Nur-Text-Ausgabe im Projekt Gutenberg)
- Det unge blod (1915)
- Abdallahs Gurbi (1916)
  - Abdallahs Hütte. Stuttgart: Engelhorn, 1919 (Engelhorns allgemeine Romanbibliothek Jg. 34, Band 11)
- I Baldakinens Skygge (1917)
  - Im Schatten des Baldachins. Autorisierte Übersetzung aus dem Norwegischen von Gertrud Bauer. Stuttgart: Engelhorn, 1923 (Engelhorns allgemeine Romanbibliothek Jg. 37, Band 4)
- Skrinet med det rare i (1919)